# Davinia Esther Anyakun
Davinia Esther Anyakun (sinh 19 tháng 4 năm 1976) là một nữ chính trị gia và một chuyên gia vật tư và hậu cần người Uganda. Bà là thành viên nữ của Nghị viện cho quận Nakapiripirit (kể từ năm 2016). Bà là thành viên của Phong trào Kháng chiến Quốc gia (NRM), một đảng chính trị do Yoweri Kaguta Museveni, Tổng thống đương nhiệm của Uganda lãnh đạo.

## Bối cảnh và giáo dục
Esther Anyakun sinh ngày 19 tháng 4 năm 1976 tại quận Nakapiripirit thuộc tiểu vùng Karamoja. Bà bắt đầu đi học ở trường tiểu học nội trú Nkoyoyo và tham dự kỳ thi tốt nghiệp tiểu học (PLE) vào năm 1991. Sau đó, bà đăng ký học tại trường trung học cơ sở Kangole và tham dự kỳ thi UCE năm 1995. Bà đã tham dự kỳ thi UACE năm 1999 từ trường trung học Mbale. Năm 2002, Anyakun tốt nghiệp với bằng tốt nghiệp về công tác xã hội và quản trị xã hội từ viện sản xuất để phát triển xã hội. Esther Anyakun tiếp tục học và năm 2009 tốt nghiệp bằng tốt nghiệp quản trị y tế tại Đại học Christian Christian và bổ sung bằng cử nhân về mua sắm và hậu cần từ Đại học Nkumba năm 2009.

## Sự nghiệp sớm
Esther Anyakun bắt đầu công việc chính thức của mình từ Bệnh viện Amudat vào năm 2004 với tư cách là quản trị viên bệnh viện cao cấp mà cô đã làm cho đến năm 2010. Năm 2010, cô gia nhập Tổ chức Di cư Quốc tế với tư cách là cán bộ dự án. Năm 2013 Anyakun bắt đầu làm việc với ACDI / VOCA và USAID với tư cách là điều phối viên khu vực cho đến năm 2015. Năm 2016, bà được bầu vào quốc hội của Uganda.

## Sự nghiệp chính trị
Davinia Esther Anyakun là nữ thành viên của Quốc hội thuộc quận Nakapiripiriti. Bà vào Quốc hội Uganda vào tháng 5 năm 2016 với tư cách đại diện của đảng Phong trào kháng chiến quốc gia (NRM). Trong Nghị viện, bà phục vụ với tư cách là thành viên của Ủy ban Tài khoản công (PAC) và Ủy ban đối ngoại .
Bà cũng là thành viên của Hiệp hội Phụ nữ Nghị viện Uganda(UWOPA) 